# Giudici di Castiglia

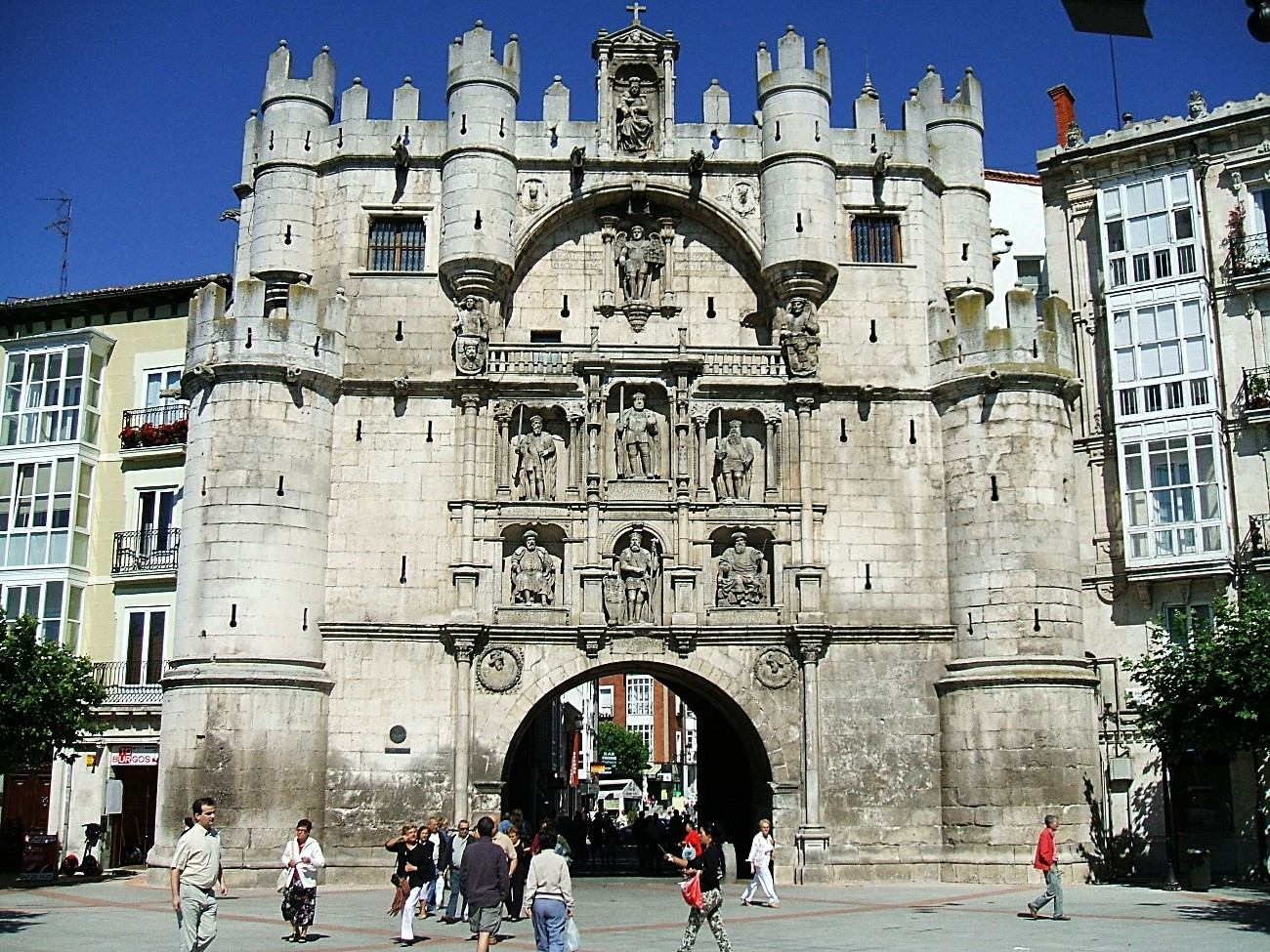
Arco di Santa María, di Burgos, dove figurano le statue dei due Giudici di Castiglia, in basso ai lati d'el Cid

I giudici di Castiglia sono due figure leggendarie della contea di Castiglia, che i castigliani, onde evitare di ricorrere alla corte di León, elessero come giudici propri che risolvevano i conflitti castigliani ricorrendo alle norme del Liber Iudiciorum.

## Origine
Durante il regno di Ordoño II di León si ebbe la battaglia di Valdejunquera, nella valle di Junquera, a circa venticinque chilometri a sudest di Pamplona, dove le truppe leonesi alleate a quelle del regno di Navarra, nel 920, vennero sbaragliate da quelle di al-Andalus, condotte dall'emiro ʿAbd al-Raḥmān III ibn Muḥammad.
Ordoño II diede la colpa del disastro alle truppe castigliane, che, pur convocate, non avevano voluto aggregarsi ai leonesi per la guerra contro l'emirato di Cordova. Volendo punirle sia per il disastro che per l'offesa arrecata alla sua autorità ed avendo saputo che diversi nobili castigliani erano riuniti a Burgos, li fece convocare per un incontro a Tejares, sulle sponde del fiume Carrión affluente del fiume Pisuerga.
Tutti i nobili castigliani che, senza timore, si presentarono all'appuntamento furono arrestati e condotti a León, dove, poco tempo dopo, furono tutti giustiziati.

## Conseguenze
Indignati per questa azione, i Castigliani, che non osarono ribellarsi apertamente, decisero però di farsi giustizia da soli, eleggendo tra i nobili due magistrati, uno civile ed uno militare, col titolo di Giudici, per rammentargli che la loro missione era di fare giustizia e non di opprimere la popolazione con la loro autorità o attentare alla sua libertà.
Questi giudici esercitarono la loro funzione basandosi sugli usi e costumi castigliani e sui 
fueros loro concessi e le loro sentenze furono denominate fazañas.
Giudicarono alla maniera dei Visigoti e la Castiglia si autogovernò con questa forma di semirepubblica, sino a che non riuscì ad erigersi come contea indipendente.

## I due primi Giudici
Sembra che questo sistema in Castiglia fosse già in vigore dai primi tempi della costituzione della contea; infatti, nell'842, furono nominati i due primi giudici castigliani avvolti nella leggenda (le notizie ci sono giunte tramite composizioni letterarie posteriori, in special modo, il Poema de Fernán González):
- Nuño Rasura fu il primo Giudice civile e secondo la leggenda fu antenato del primo conte indipendente, Fernán González
- Laín Calvo fu il primo Giudice militare e secondo la leggenda fu antenato dell'eroe nazionale castigliano, il Cid Campeador.

## I Giudici al tempo di Ordoño II di León
Furono nominati dei Giudici (alcaldes, che in arabo vuol dire giudici) per ogni comarca castigliana che erano autorizzati a giudicare secondo gli esemplari del Liber Iudiciorum e del Fuero juzgo (codice che armonizzava e fondeva le norme di principi giuridici romani e visigoti, cioè germanici) che era depositato a Burgos ed i vari statuti (fueros) locali; questa situazione si protrasse sino a che la contea, al tempo di Fernán González (praticamente dal 963), divenne pienamente indipendente e si sottrasse alle autorità leonesi.